# Blood Bank
Blood Bank è un EP dei Bon Iver, registrato e pubblicato nel 2009 per l'etichetta Jagjaguwar.

## Tracce
1. Blood Bank – 4:45
2. Beach Baby – 2:40
3. Babys – 4:44
4. Woods – 4:45

## Formazione
- Justin Vernon - voce, chitarra, piano
- Mark Paulson - chitarra